# Le Spéculateur en grains
Pour plus de détails, voir Fiche technique et Distribution.
Le Spéculateur en grains (A Corner in Wheat) est un film muet américain réalisé par D. W. Griffith, sorti en 1909.

## Synopsis
Un grand financier décide de spéculer sur le blé. Les agriculteurs sont dans la misère et font la queue devant la soupe populaire. Le film insiste sur la différence de train de vie entre les agriculteurs qui produisent le blé et les spéculateurs qui s'enrichissent sur cette ressource.

## Fiche technique
- Titre : Le Spéculateur en grains ou Les Spéculateurs
- Titre original : A Corner in Wheat
- Réalisation : D. W. Griffith
- Scénario : D. W. Griffith et Frank E. Woods, d'après le roman The Pit de Frank Norris
- Société de production et de distribution : American Mutoscope and Biograph Company
- Photographie : G. W. Bitzer
- Pays de production :  États-Unis
- Durée : 14 minutes
- Genre : Drame
- Date de sortie : 13 décembre 1909

## Distribution
- Frank Powell : le roi du blé
- Grace Henderson : sa femme
- James Kirkwood : fermier
- Linda Arvidson : femme du fermier
- W. Chrystie Miller : père du fermier
- Gladys Egan : fille du fermier
- Henry B. Walthall : assistant du roi du blé
- Kate Bruce
- William J. Butler
- Charles Craig
- Edward Dillon
- Frank Evans
- Edith Haldeman
- Robert Harron
- Ruth Hart
- Arthur V. Johnson
- Henry Lehrman
- Jeanie Macpherson
- Charles Hill Mailes
- Owen Moore
- George Nichols
- Anthony O'Sullivan
- Billy Quirk
- Gertrude Robinson
- Mack Sennett
- Blanche Sweet
- Dorothy West

## Autour du film
David W. Griffith utilise dans ce film le Montage alterné afin de souligner les contrastes sociaux.